# Santa Giovanna (Shaw)
(George Bernard Shaw, Santa Giovanna)
Santa Giovanna (Saint Joan) è un'opera teatrale di George Bernard Shaw basata sulla vita e sul processo di Giovanna d'Arco. L'opera, definita dall'autore "una tragedia senza antagonisti", è andata alle stampe poco dopo la canonizzazione di Giovanna d'Arco da parte della Chiesa cattolica e Shaw ha tenuto a precisare che, secondo i suoi studi sugli atti del processo, nessuno aveva agito in cattiva fede all'epoca, ma spinti dal fanatismo religioso medievale.
Nella prefazione al dramma, Shaw ha scritto: "Non ci sono antagonisti in questa piece. Il crimine, come la malattia, non è interessante [...]: quello che davvero ci interessa è ciò che gli uomini fanno al meglio delle loro capacità e con buone intenzioni, quello che gli uomini e le donne normali credono di dover fare e faranno a dispetto delle loro intenzioni."
La tragedia ha riscontrato le critiche degli storici, che l'hanno ritenuta poco realistica nella descrizione della società medievale.

## Trama
Scena I
23 febbraio 1429. Robert de Baudricourt si lamenta del fatto che le galline delle sue fattorie hanno smesso di deporre uova, un fatto che i servi imputano al rifiuto del nobile di aiutare un'adolescente venuta a chiedergli aiuto da Domrémy. La giovane, Giovanna d'Arco, afferma che delle voci le hanno ordinato di spezzare l'assedio di Orléans e la ragazza è venuta da Beaudricourt in cerca di uomini. Giovanna vuole spezzare l'assedio per permettere al Delfino di raggiungere la Cattedrale di Reims, dove sarà incoronato re di Francia. Beaudricourt si beffa di Giovanna, ma il suo messo rimane affascinato dalle parole della pulzella. Lo stesso Baudricourt finisce per lasciarsi coinvolgere dal carisma di Giovanna e accetta di aiutare la ragazza. Appena dato il suo consenso il messo corre da lui per informarlo che le galline hanno ripreso a fare le uova, un fatto che Baudricourt interpreta come segno del favore divino dell'impresa.
Scena II
8 marzo 1429. Grazie alla sua parlantina miracolosa, Giovanna riesca a farsi ricevere a corte e presentarsi al Delfino, un uomo debole e vanitoso. Di fronte al principe Giovanna gli racconta che le sue voci le hanno ordinato di aiutarlo a diventare re di Francia. Per far sì che la missione si realizzi, Giovanna deve spezzare l'assedio di Orléans e il Delfino le concede di radunare truppe per l'impresa. Grazie alle sue abilità nel negoziare, lusingare e affascinare, Giovanna convince il Delfino ad affidarle la missione.
Scena III
29 aprile 1429. Dunois e il suo paggio stanno aspettando che il vento cambi per attraversare  il fiume ed assediare Orléans. Dunois è infastidito dall'idealismo di Joan, essendo lui un uomo pragmatico e un militare di lunga esperienza. Con grande impazienza di Dunois, Giovanna gli suggerisce di radunare le truppe mentre lei si ritira in preghiera e, quando la giovane torna, il vento ha cambiato direzione e gli uomini possono salpare.
Scena IV
Giugno 1429. Richard de Beauchamp, XIII conte di Warwick, il capitano John de Stogumber e il vescovo Pierre Cauchon discutono i successi militari di Giovanna, meraviglianosi grandemente delle imprese della giovane. Stogumber è convinto che Giovanna sia una strega, mentre Cauchon la vede come un pericolo per la Chiesa e una potenziale eretica, dato che sostiene di ricevere ordini direttamente da Dio. Anche il conte di Warwick teme la donna, sospettando che voglia creare abolire il sistema feudale. Pur temendo Giovanna per motivi diversi, i tre sono d'accordo sul fatto che la giovane deve essere eliminata.
Scena V
17 luglio 1429. Il Delfino viene incoronato e ascende al trono come Carlo VII alla Cattedrale di Reims. Giovanna intanto si è accorta della sua scarsa popolarità a corte e chiede una spiegazione a Chaucon. Il vescovo le spiega che si è inimicata i potenti mettendo il luce la loro inettitudine. Giovanna allora decide di tornarsene a casa, una notizia che rallegra il nuovo re. Prima di tornare alla vita di campagna, però, Giovanna vuole conquistare Parigi, un'idea che raccapriccia Carlo, che vorrebbe invece negoziare una pace con gli invasori inglesi. Chauchon le rimprovera di peccare d'orgolio e Dunois l'avverte che se dovesse cadere prigioniera degli inglesi nessuno potrebbe salvarla da morte certa. Realizzando di essere sola, Giovanna dichiara di non aver bisogno di nessuno, dato che Dio e il popolo francese le daranno la forza che le serve.
Scena VI

30 maggio 1431. Giovanna è stata catturata e si trova prigioniera nelle mani degli inglesi. Stogumber è stanco del lungo processo e la vuole morta, ma Chauchon, l'Inquisitore e gli altri clerici sono più interessati a discutere la natura eretica della donna. Giovanna è portata davanti alla corte, dove continua ad affermare di sentire voci di santi e angeli mandatele direttamente da Dio e che lei non ha bisogno della mediazione della Chiesa per comunicare con il Signore. Questo oltraggia Stogumber ma, sotto la minaccia della tortura, Giovanna ritratta e abiura la veridicità delle sue affermazioni precedenti. Dopo aver firmato una confessione, Giovanna scopre che così facendo non verrà liberata come credeva, ma condannata all'ergastolo. Temendo la prigionia più della morte, Giovanna ritratta l'abiura e si rivolge direttamente ai suoi accusatori:
Credete che la vita significhi soltanto non essere morti e stecchiti? Io non temo il pane e l'acqua, posso vivere a pane e acqua; quando mai ho chiesto di più? Non è fatica bere acqua se l'acqua è pulita. [...] Ma escludermi dalla luce del cielo e dalla vista dei prati e dei fiori; incatenarmi i piedi perché non possa mai più cavalcare tra i soldati e arrampicarmi su per le colline; farmi respirare le tenebre sporche ed umide; allontanarmi da tutto ciò che mi riconduce all'amore di Dio mentre la vostra empietà e follia mi hanno indotta nella tentazione di odiarlo: tutto ciò è peggio della fornace della Bibbia, che fu riscaldata sette volte. [...] Senza queste cose io non posso vivere. E la vostra volontà di toglierle da me, o da qualsiasi altra creatura umana, mi dimostra che il vostro consiglio è del demonio, e che il mio è di Dio.
Giovanna accetta di morire sul rogo e viene scomunicata e consegnata nelle mani del braccio secolare. L'Inquisitore è turbato e ritiene Giovanna fondamentalmente innocente, nel senso che il suo errore non era in malafeda ma dettato dall'ingoranza delle leggi della Chiesa. Stogumber ritorna dalle autorità ecclesiastiche, profondamente turbato dal rogo di Giovanna d'Arco, morta come una santa.
Epilogo
Venticinque anni dopo un nuovo processo ha riabilitato Giovanna e Frate Martino, figura chiave nel processo alla pulzella, riporta la notizia a Carlo VII. Quella notte Carlo sogna Giovanna, che entra nella sua camera da letto e chiacchiera amabilmente con lui e con i suoi vecchi rivali, che uno ad uno compaiono nella stanza con loro. Tra essi c'è anche un soldato inglese che fece una croce per Giovanna mentre bruciava viva, realizzando il suo ultimo desiderio: per questo gesto di carità le vengono concesse ventiquattro ore di permesso per poter lasciare l'Inferno una volta all'anno in occasione dell'anniversario della morte di Giovanna.
Un messaggero dal ventesimo secolo porta l'annuncio della canonizzazione di Giovanna, un fatto che riempie di meraviglia e stupore tutti i presenti. Dato che i santi possono fare miracoli, Giovanna chiede se ora che è una santa può resuscitare e tornare sulla terra, un'idea che scandalizza i presenti, che lasciano la stanza uno ad uno. Tutti sono d'accordo che la Terra non è pronta a ricevere una persona come lei. Dopo aver parlato con il soldato inglese in procinto di tornare all'Inferno, Giovanna resta sola in scena e, sconfortata, chiede quando il mondo sarò pronto ad accettare i suoi santi.

## Interpreti
Il personaggio di Giovanna, la coraggiosa fanciulla intrappolata nel conflitto tra la chiesa e la legge, è stato interpretato da numerose attrici di rilievo negli oltre novant'anni di storia del dramma. Tra di loro: Winifred Lenihan (New York, 1923), Sybil Thorndike (Londra, 1924), Katharine Cornell (New York, 1936), Wendy Hiller (Malvern, 1936), Uta Hagen (1951), Siobhán McKenna (New York, 1956), Zoe Caldwell (Adelaide, 1962), Joan Plowright (Londra, 1963), Judi Dench (Nottingham, 1966), Valeria Moriconi (sceneggiato Rai, 1967), Diana Sands (Broadway, 1967), Lynn Redgrave (New York, 1977), Imelda Staunton (Londra, 1979), Adriana Asti (Pistoia, 1984), Frances de la Tour (Londra, 1984), Maryann Plunkett (Broadway, 1993), Anne-Marie Duff (Londra, 2007), Gemma Arterton (Londra, 2016) e Condola Rashād (New York, 2017).